# Bull Savanna
Bull Savanna är en ort i Jamaica.   Den ligger i parishen Parish of Saint Elizabeth, i den sydvästra delen av landet, 90 km väster om huvudstaden Kingston. Bull Savanna ligger 270 meter över havet och antalet invånare är 6 962. Den ligger på ön Jamaica.
Terrängen runt Bull Savanna är varierad. Havet är nära Bull Savanna söderut.  Närmaste större samhälle är Mandeville, 19,3 km nordost om Bull Savanna. Omgivningarna runt Bull Savanna är en mosaik av jordbruksmark och naturlig växtlighet.